# Nieuwenhoorn
Nieuwenhoorn est un village néerlandais dans la commune de Hellevoetsluis en Hollande-Méridionale. En 2004, le village avait 1180 habitants.

## Géographie
Nieuwenhoorn est situé entre Hellevoetsluis et Brielle, sur l'île de Voorne-Putten.

## Histoire

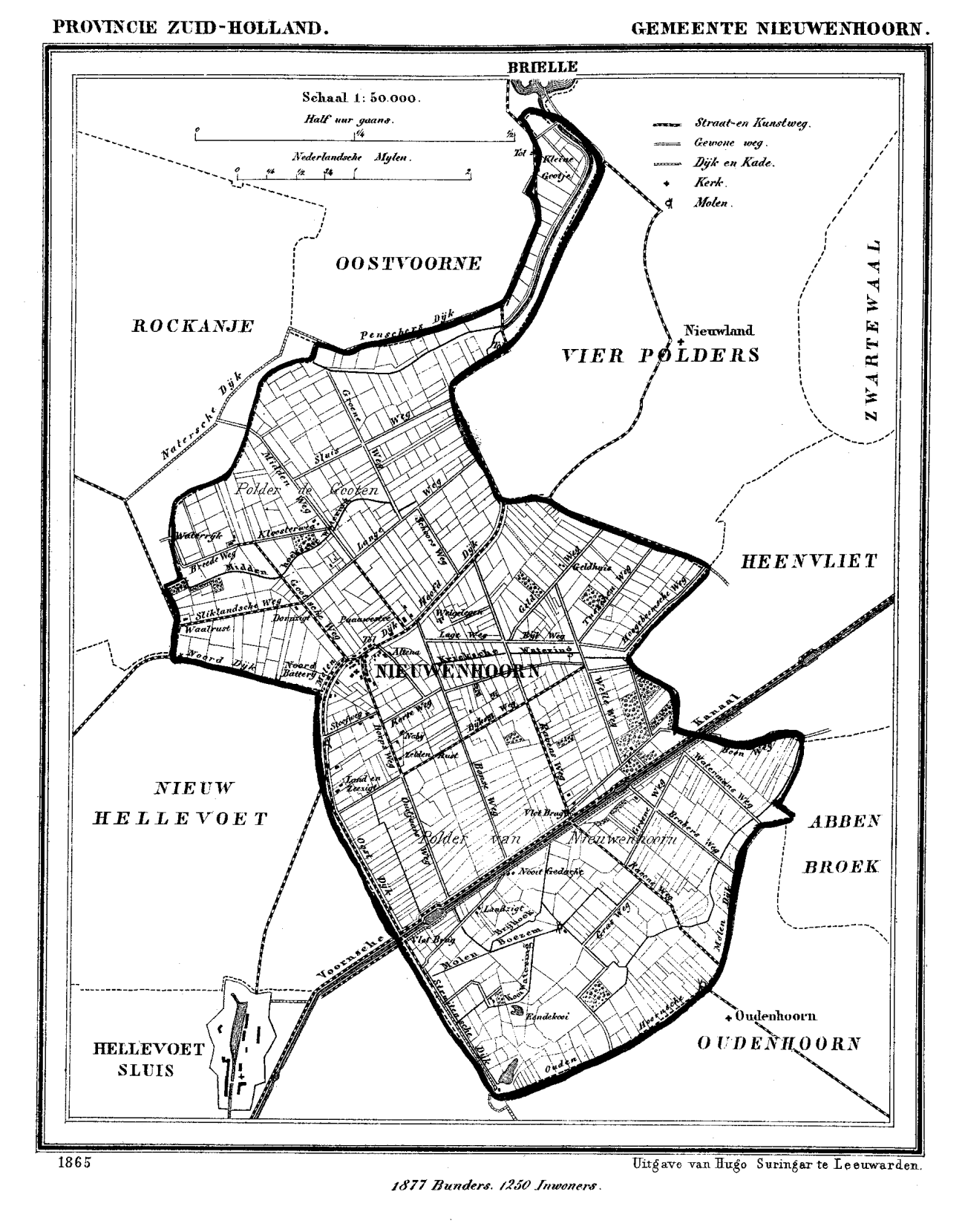
La commune de Nieuwenhoorn en 1865

Le village de Nieuwenhoorn a tiré son nom du polder où il a été construit. Ce polder a été officiellement destiné à l'endiguement la veille de Noël 1367 par Dame Machteld van Voorne. C'était le plus grand polder de Voorne. Lors de la création du Canal de Voorne en 1830, le polder fut coupé en deux parties égales. Aujourd'hui, la partie méridionale appartient à la commune de Bernisse (village d'Oudenhoorn), la partie septentrionale à la commune de Hellevoetsluis.
La plupart des maisons du polder de Nieuwenhoorn se trouvaient le long de la digue de ceinture, le village lui-même ne contenait qu'une seule rue. L'église, qui date probablement du XIVe siècle, est située le long de cette rue.
Nieuwenhoorn est un nieuwlandpolder (polder de terre neuve), caractérisé par le fait qu'aussitôt après son assèchement, on y a fondé un village et une église. La construction de l'église était financée par la vente des parcelles. Chaque centième gemet (ancienne mesure locale équivalant 4 591 m2) était destiné à la construction et l'entretien de l'église. Les villages voisins de Nieuw-Helvoet et Oudenhoorn sont également fondés de cette façon.
Nieuwenhoorn a été une commune indépendante jusqu'en 1960. En cette année, Hellevoetsluis annexa les communes de Nieuwenhoorn et de Nieuw-Helvoet.

## Source
- (nl) Cet article est partiellement ou en totalité issu de l’article de Wikipédia en néerlandais intitulé « Nieuwenhoorn » (voir la liste des auteurs).